# Giovanni Inchindi
Jean-François Hennekindt, aussi connu sous le nom de scène de Giovanni Inchindi (12 mars 1798 – 23 août 1876) est un chanteur d'opéra, né à Bruges , qui a commencé sa carrière en tant que ténor, mais a continué pour devenir l'un des meilleurs barytons en France et à l'étranger, avec une voix connue pour son aisance à la fois dans les passages bas et hauts et de l'adaptabilité à différents types de rôles.

## Biographie
Giovanni Inchindi étudie le chant dans sa ville natale et fait ses débuts au Théâtre royal d'Anvers comme Cinna dans La Vestale. En 1822, il est admis au Conservatoire de Paris, où il étudie le chant avec Charles-Henri Plantade et la déclamation avec Baptiste aîné. L'année suivante, après avoir remporté un prix de chant, il fait ses débuts à l'Opéra de Paris comme doublure  pour la célèbre basse Henri-Étienne Dérivis et François Laÿs. Le Pacha dans La Caravanne du Caïre d'André Grétry et Œdipe dans Œdipe à Colone ont été ses plus grands succès. Il a passé  les années 1823, 1824 et 1825, à l'Opéra, et comme ses moyens vocaux n’étaient pas encore entièrement développé et il a été forcé de basculer entre basse et ténor. Il a créé le rôle de Capo dei Galli dans Pharamond de Boiëldieu, Henri-Montan Berton, Rodolphe Kreutzer et Lesueur.
Frustré par le manque d'encouragement qu'il a obtenu jusqu'à présent, il s'installe à Venise et Barcelone pour étudier le bel-canto. C'est en Italie qu'il change son nom pour celui plus italien de « Giovanni Inchindi ». Il apparaît comme Lusignano dans la première production de Vincenzo Bellini, Zaira en mai 1829 à Parme. Il revient à Paris, comme le baryton virtuose du Théâtre italien et fait sa seconde apparition le 1er octobre, 1829, dans le rôle d'Assur dans Semiramide de Rossini. Ses critiques ont fait remarquer comment sa technique et sa voix s'était améliorée, pour devenir plus complète et plus belle.
En 1830, il déménage à Madrid,  se produisant dans beaucoup d'opéras de Rossini. Il crée le rôle de Cristoforo Colombo (Christophe Colomb) dans l'opéra du même nom de Ramon Carnicer. Durant la saison 1833-34, il joue de nouveau en Italie, à Bologne et à Rome, et est repris ensuite à l'Opéra-Comique à Paris.
En 1834, il crée le rôle de Max dans Le Chalet, de Adolphe Adam qui est un tel triomphe pour lui que ce rôle devient la définition de la voix de baryton en France, pour de nombreuses décennies.
En 1835, il crée le rôle du Duc de Cavalcanti dans La Marquise d'Adolphe Adam, Tchin-Kao dans Le Cheval de Bronze d'Esprit Auber et le Père d'Amélie dans La Grande Duchesse de Michele Enrico Carafa. En 1836, il crée le rôle du Prince Aldobrandi dans Actéon d'Auber, un opéra écrit pour Laure Cinti-Damoreau et lui.
En 1836-37, il chante principalement à Gand et à Londres. En 1837, il joue en Italie, principalement à Gênes. En 1839, il donne uniquement des concerts à Madrid comme à Paris et fait une tournée de concerts en province et à Paris en 1840-42. À l'automne 1842, il  chante à la Monnaie de Bruxelles. En 1843, il est de retour à Paris et fait une longue tournée de concerts avec Camillo Sivori au Royaume-Uni et en Irlande jusqu'à fin de 1845. Il termine sa carrière à Madrid en 1845-46.
Il a passé ses dernières années entre Madrid, Bruxelles et Paris, mais est décédé subitement lors d'un voyage à Bruxelles en 1876.
Au cours de sa carrière, son répertoire comprenait également Figaro dans  Il barbiere di Siviglia Aliprando dans Matilde di Şabran, et dans Belisario.